# Oxyrhynchos

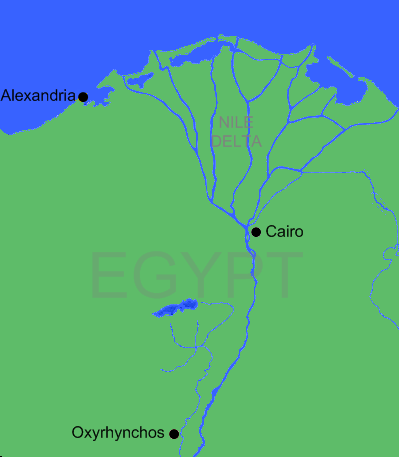
Oxyrhynchos

Oxyrhynchos (latină Oxyrhynchus) azi  Al Bahnasa, este un oraș istoric în apropiere de  Sandafa, lângă Bany Mazar, în Egipt, fiind una dintre principalele orașe unde s-au făcut descoperiri arheologice Aici găsindus-e diferite documente istorice grecești, romane sau bizantine scrise pe papirus.